# Ruston (Washington)
Ruston je gradić u američkoj saveznoj državi Washington. Prema popisu stanovništva iz 2010. u njemu je živjelo 749 stanovnika.